# Лучший вратарь КХЛ
Лучший вратарь — хоккейный приз, вручаемый лучшему вратарю Континентальной хоккейной лиги по итогам каждого сезона.
Приз «Лучшему вратарю» был учреждён в 1994 году банком «Банк на Красных Воротах». С момента создания КХЛ, с сезона 2008/09, вручается лучшему вратарю КХЛ на церемонии закрытия сезона.

## Все обладатели приза
За время вручения приза «Лучшему вратарю» его обладателями становились 20 голкиперов – 14 россиян и шесть иностранцев. Пять вратарей получали эту награду два или более раза. Рекордсмен – Егор Подомацкий, который четырежды признавался лучшим вратарём отечественных чемпионатов.
С момента создания КХЛ этот приз выигрывали 12 вратарей – семь россиян и пять легионеров. Чаще других это удавалось сделать Василию Кошечкину и Александру Ерёменко (по два раза).
| Сезон   | Вратарь                           | Клуб                           |
| ------- | --------------------------------- | ------------------------------ |
| 2023/24 | Даниил Исаев                      | Локомотив (Ярославль)          |
| 2022/23 | Никита Серебряков                 | Адмирал (Владивосток)          |
| 2021/22 | Иван Федотов                      | ЦСКА (Москва)                  |
| 2020/21 | Эдвард Паскуале [en]              | Локомотив (Ярославль)          |
| 2019/20 | Тимур Билялов                     | Ак Барс (Казань)               |
| 2018/19 | Юха Метсола                       | Салават Юлаев (Уфа)            |
| 2017/18 | Павел Францоуз                    | Трактор (Челябинск)            |
| 2016/17 | Василий Кошечкин [2]              | Металлург (Магнитогорск)       |
| 2015/16 | Илья Сорокин                      | ЦСКА (Москва)                  |
| 2014/15 | Микко Коскинен                    | СКА (Санкт-Петербург)          |
| 2013/14 | Василий Кошечкин                  | Металлург (Магнитогорск)       |
| 2012/13 | Александр Ерёменко [2]            | Динамо (Москва)                |
| 2011/12 | Александр Ерёменко                | Динамо (Москва)                |
| 2010/11 | Константин Барулин                | Атлант (Мытищи)                |
| 2009/10 | Петри Веханен                     | Ак Барс (Казань)               |
| 2008/09 | Георгий Гелашвили                 | Локомотив (Ярославль)          |
| 2007/08 | —                                 | —                              |
| 2006/07 | —                                 | —                              |
| 2005/06 | Фред Брэтуэйт                     | Ак Барс (Казань)               |
| 2004/05 | Виталий Еремеев                   | Динамо (Москва)                |
| 2003/04 | Максим Соколов                    | Авангард (Омск)                |
| 2002/03 | Егор Подомацкий [4]               | Локомотив (Ярославль)          |
| 2001/02 | Егор Подомацкий [3]               | Локомотив (Ярославль)          |
| 2000/01 | Вадим Тарасов [3]                 | Металлург (Новокузнецк)        |
| 1999/00 | Вадим Тарасов [2]                 | Металлург (Новокузнецк)        |
| 1998/99 | Вадим Тарасов                     | Металлург (Новокузнецк)        |
| 1997/98 | Егор Подомацкий [2]               | Торпедо (Ярославль)            |
| 1996/97 | Егор Подомацкий                   | Торпедо (Ярославль)            |
| 1995/96 | Владимир Тихомиров                | Салават Юлаев (Уфа)            |
| 1994/95 | Сергей Абрамов [2] Алексей Марьин | Итиль (Казань) Лада (Тольятти) |
| 1993/94 | Сергей Абрамов                    | Итиль (Казань)                 |

Примечание: в сезонах 2006/07 и 2007/08 приз «Лучшему вратарю» не вручался. В квадратных скобках указано, в какой раз хоккеист стал самым результативным игроком сезона.